# Touch Me (All Over)
Touch Me (All Over) är en sång skriven av Christian Oscarsson och Linda Sonnvik framförd av svenska sångerskan Emly Clausen (tidigare svenska rösten till Hannah Montana).
Singeln släpptes den 11 augusti 2017. Låten klättrade genast upp på topp 4 på Itunes Store försäljningslista i Sverige. Några veckor efter släppet kom "Touch Me (All Over)" in på plats 25 på Spotifys viral lista i Sverige. Låten fick stor uppmärksamhet och har idag över 380 000 streams på musikstreaming-tjänsten Spotify.
Stora musikbloggar som Scandipop skrev även om låten. Låtskrivarna gjorde en remix som gavs ut som singeln Sonnvik & Chrix remix, och i början av 2018 kom en EP: The Remixes. 

## Listplaceringar[förtydliga]

### Internationella listor
| iTunes listan 2017 | Topplacering |
| ------------------ | ------------ |
| Sverige            | 4            |

| Viral listan Spotify 2017 | Topplacering |
| ------------------------- | ------------ |
| Sverige                   | 25           |